# Wit-Rusland op het Eurovisiesongfestival 2013

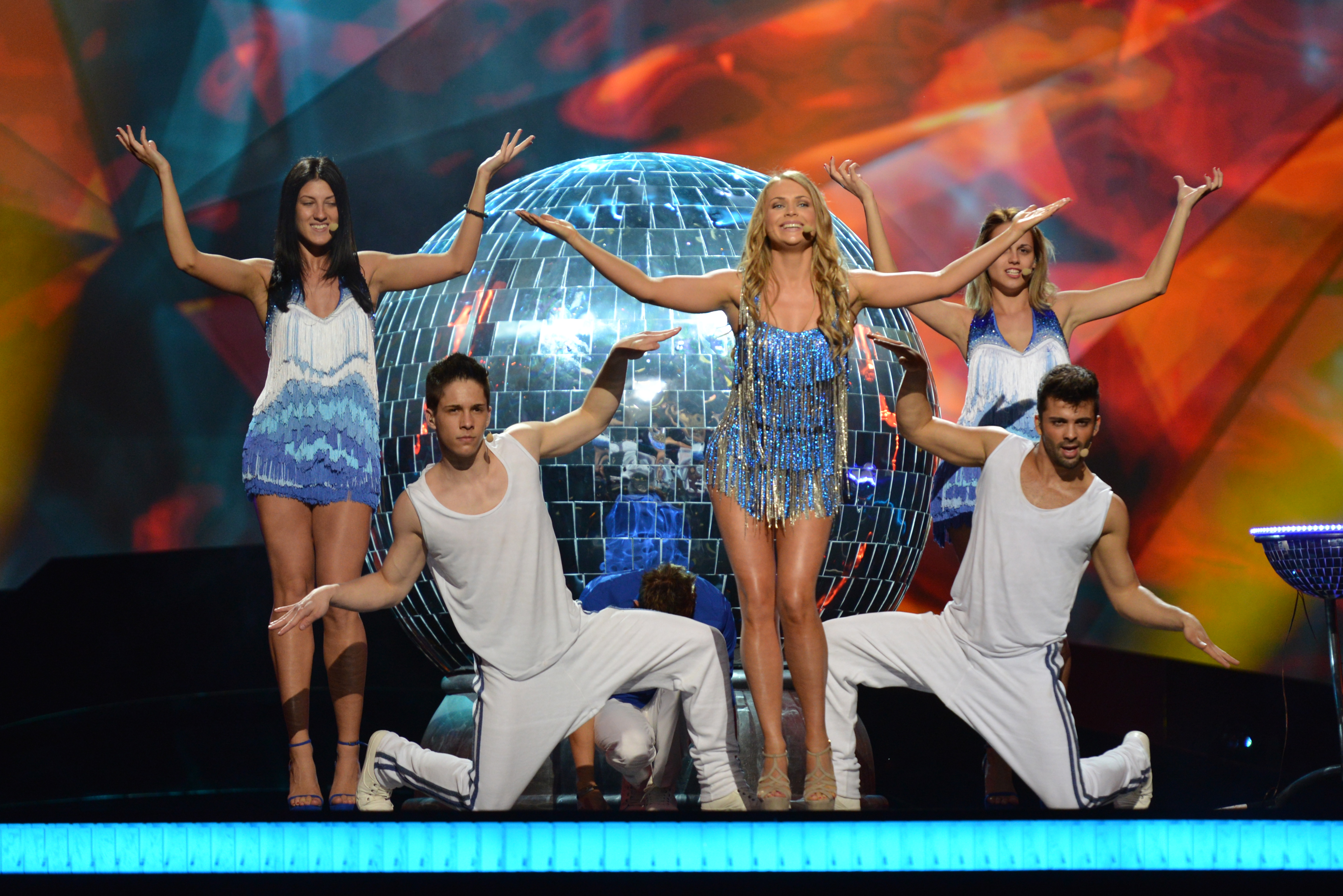
Bijdrage van Wit-Rusland aan het Eurovisiesongfestival 2013

Wit-Rusland nam deel aan het Eurovisiesongfestival 2013 in Malmö, Zweden. Het was de tiende deelname van het land op het Eurovisiesongfestival. BTRC was verantwoordelijk voor de Wit-Russische bijdrage voor de editie van 2013.

## Selectieprocedure
Net als in 2012 hield de Wit-Russische openbare omroep een nationale finale om de Wit-Russische inzending aan te duiden. Artiesten en tekstschrijvers konden hun bijdrage naar de omroep sturen. De inschrijving opende op 28 september 2012 en duurde tot 22 oktober 2012. Uiteindelijk ontving BTRC 83 inzendingen. Op 30 en 31 oktober werden er audities georganiseerd in het hoofdkantoor van BTRC in Minsk, waaruit er tien werden geselecteerd voor deelname aan de nationale finale.
Oorspronkelijk was er ook een voorronde en een halve finale gepland. In totaal zouden er vijftien artiesten mogen aantreden in de nationale preselectie. Maar de voorronde en de halve finale werden geschrapt, en het aantal artiesten werd verminderd tot tien. De nationale finale werd gehouden op 7 december 2012, en werd gepresenteerd door Olga Ryzjikova en Denis Dudinsky. Een van de kandidaten was Aljona Lanskaja, die de finale in 2012 won, maar later werd gediskwalificeerd wegens vermeende fraude tijdens de televoting. De groep Litesound ging in plaats van haar naar Bakoe, maar haalde de finale niet. De punten werden voor 50 % verdeeld door een vakjury bestaande uit 17 professionals. De rest van de punten werd verdeeld door het publiek, dat via televoting zijn favoriet kon bepalen. Bij een eventuele gelijke stand won diegene die de meeste punten had gekregen van de vakjury.
Aan het einde van de show bleek dat Aljona Lanskaja zowel van de vakjury als van het publiek het maximum van de punten had gekregen. Zij won aldus voor het tweede jaar op rij de nationale finale, en mag, na diskwalificatie in 2012, Wit-Rusland nu wel vertegenwoordigen op het Eurovisiesongfestival. Zij zal dit evenwel niet doen met Rhythm of love, het nummer waarmee ze Eurofest 2013 won, maar met Solayoh, een nummer dat speciaal voor haar deelname aan het Eurovisiesongfestival geschreven werd. Het nummer werd op 5 maart gepresenteerd.

## Eurofest 2013
7 december 2012
| Plaats | Artiest         | Lied                      | Jury | Publiek | Totaal |
| ------ | --------------- | ------------------------- | ---- | ------- | ------ |
| 1      | Aljona Lanskaja | Rhythm of love            | 12   | 12      | 24     |
| 2      | Nuteki          | Save me                   | 7    | 10      | 17     |
| 3      | Satsura         | Get out of my way         | 6    | 8       | 14     |
| 4      | Daria           | Catch me again            | 10   | 1       | 11     |
| 5      | Max Lorens      | I love your charming eyes | 5    | 6       | 11     |
| 6      | Aleksej Gross   | One way love              | 4    | 7       | 11     |
| 7      | Yankey          | Letter to mother          | 8    | 2       | 10     |
| 8      | Uzari           | Secret                    | 3    | 4       | 7      |
| 9      | Vitalij Voronko | I wonder how you          | 2    | 5       | 7      |
| 10     | Bever Band      | Incredible girl           | 1    | 3       | 4      |

## In Malmö
Wit-Rusland trad aan in de eerste halve finale, op dinsdag 14 mei 2013. Ze eindigde op de zevende plaats, met 64 punten. Dat volstond voor een plaats in de finale, waarin Wit-Rusland op de 16de plaats eindigde, met 48 punten.
2004 · 2005 · 2006 · 2007 · 2008 · 2009 · 2010 · 2011 · 2012 · 2013 · 2014 · 2015 · 2016 · 2017 · 2018 · 2019 · 2020-2025
Albanië · Armenië · Azerbeidzjan · België · Bulgarije ·  Cyprus · Denemarken · Duitsland · Estland · Finland · Frankrijk · Georgië · Griekenland · Hongarije · Ierland · IJsland · Israël · Italië ·  Kroatië · Letland · Litouwen · Macedonië · Malta · Moldavië · Montenegro · Nederland · Noorwegen · Oekraïne · Oostenrijk · Roemenië · Rusland · San Marino · Servië · Slovenië · Spanje · Verenigd Koninkrijk · Wit-Rusland · Zweden · Zwitserland